# هيكل قشري خفيف

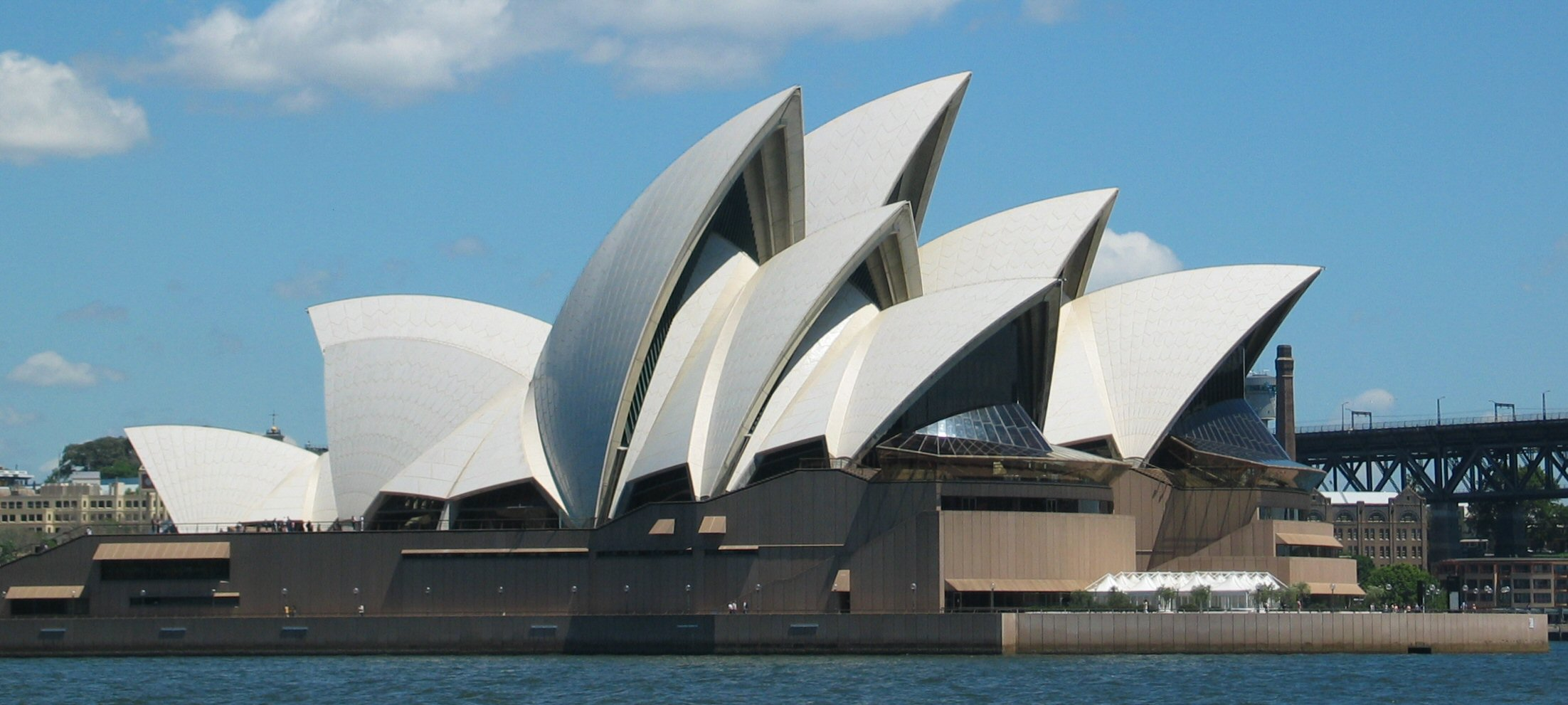
دار أوبرا سيدني، أستراليا. من أشهر الأمثلة على المنشآت الفراغية الخفيفة.

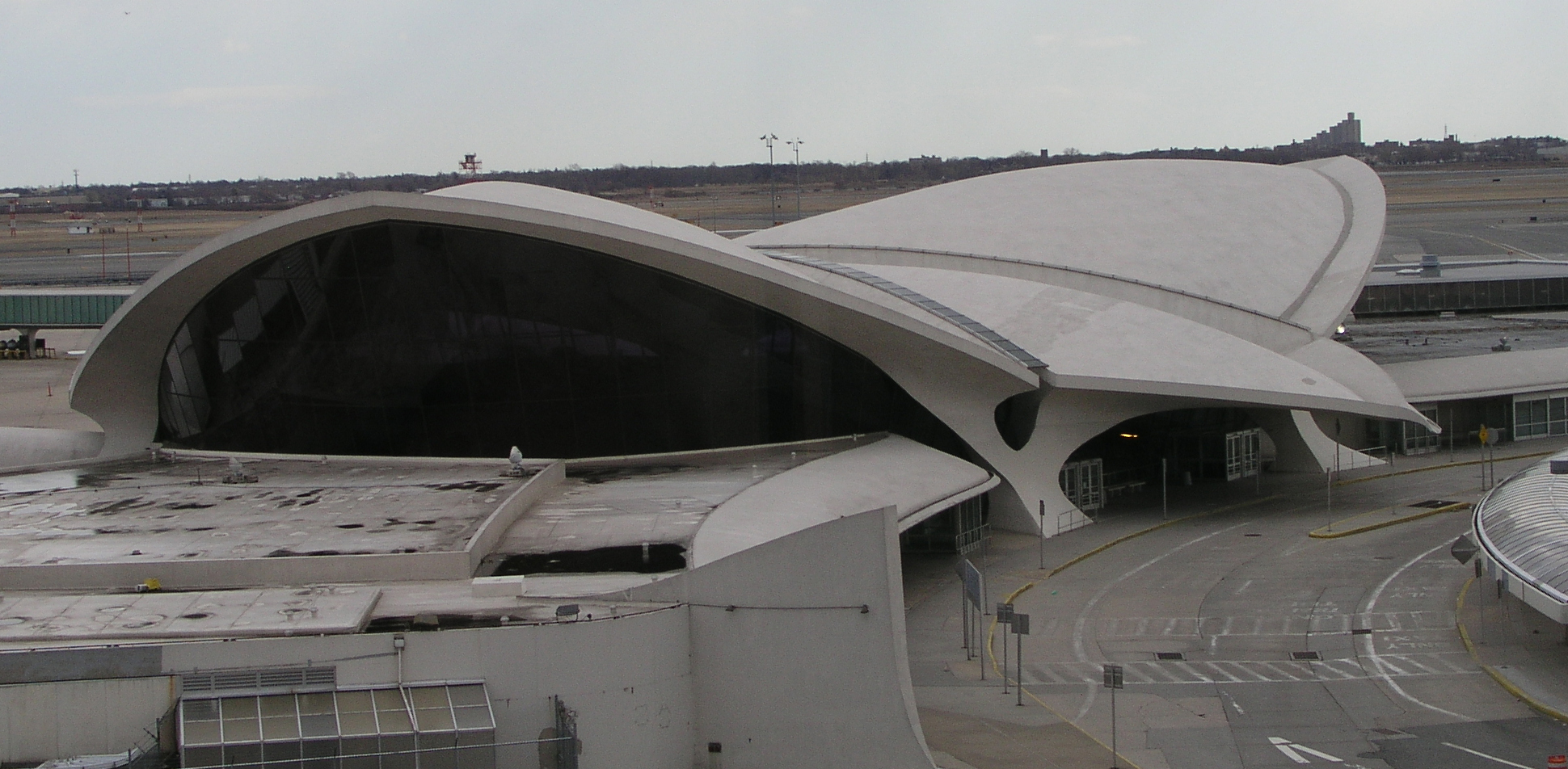
مركز TWA الجوي في مطار جون إف كينيدي الدولي، مدينة نيويورك.

المنشآت القشرية الخفيفة أو المنشآت الفراغية (بالإنجليزية: Thin-shell structure) وهي منشآت خفيفة مكونة من وحدات صلبة قصيرة تستخدم نظام القشريات الإنشائي، حيث يحتاج تصميم هذا النوع من المنشآت إلى طرق حسابية وتفصيلية دقيقة. عادة ما تكون عناصر هذه الإنشاءات منحنية، يتم تجميعها ضمن هياكل كبيرة. وتُعد هياكل الطائرات، وهياكل القوارب من أهم التطبيقات النموذجية عليها، بالإضافة إلى هياكل الأسقف في بعض المباني، والتي يندرج تحتها أنواع عديدة، منها: القبو القشري (Vault Shell)، والقبة القشرية (Dome Shell). 
يتميز الهيكل القشري ببعدين (الطول والعرض) الذين يسودان على السمك، ولا يمكن بسطه على سطح مستوي (لوح منحنى أو عقد). درس هذه التقنية المعماري الايطالي رينزو بيانو.

## تاريخ

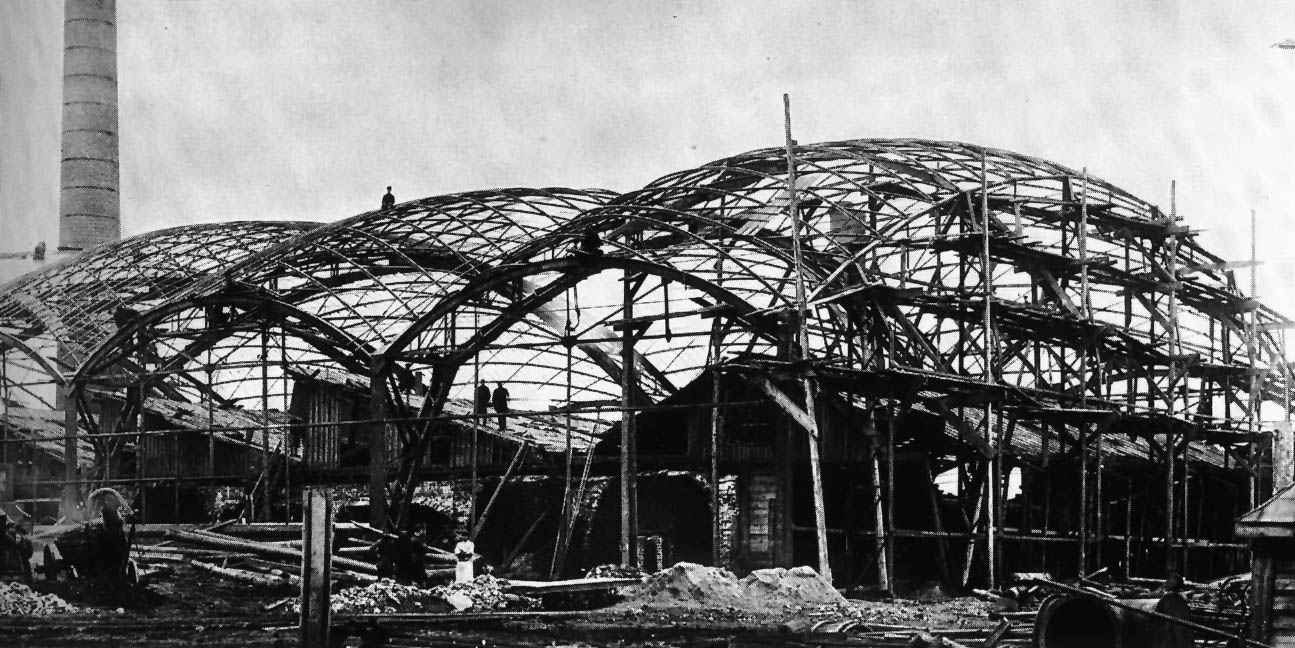
قاعة إنتاج الحديد في فيكسا، روسيا (1897)، من أقدم الأمثلة على المنشآت القشرية بالعالم.

بدأ هذا النوع من الإنشاءات بالظهور في روسيا في نهاية القرن التاسع عشر، ويُعتبر المعمار الروسي فلاديمير شوخوف أول من ابتكر استخدام الهياكل المعدنية بشكل مجسم زائدي في البناء.  فقد شيد أول برج من هذا الصنف في نيجني نوفغورود في عام 1896، كما قام بتصميم المعرض الصناعي والفني في روسيا في عام 1896 بمدينة نوفغورود، والذي احتوى على ثمانية اجنحة بسقوف معدنية متشابكة، بالإضافة إلى قاعة إنتاج الحديد في فيكسا المنجزة عام 1897، والتي تُعتبر أول بناء شبكي في العالم.  
ويُعد برج شوخوف في موسكو واحد من أهم وأقدم الأمثلة على المنشآت الفراغية القشرية في العالم، حيث تم البناء في الفترة من 1920 إلى 1922 أثناء الحرب الأهلية الروسية، ويعتبر تصميم البرج أحد هياكل السطح الزائد، ويبلغ ارتفاعه 160 مترا، وهو أرتفاع الهيكل الصلب القائم بذاته.

## أنواع
- القبو القشري
- القبة القشرية

### القبو القشري
لتدعيم القبو القشري يازم عمل التالي :
1. أن تنتهي كلا حافتي القبو بكمرتين لتقاوم قوى الرفس الناتجة بالإضافة إلى عمل سمك مناسب للأعمدة الخارجية لمقاومة نفس القوى.
2. في حالة تشييد القبو من الخرسانة المسلحة فإنه يلزم أن لا تقل قشرية الخرسانة المسلحة عن 6.5 سم مع زيادة سماكتها عند الحواف.

## انظر أيضا

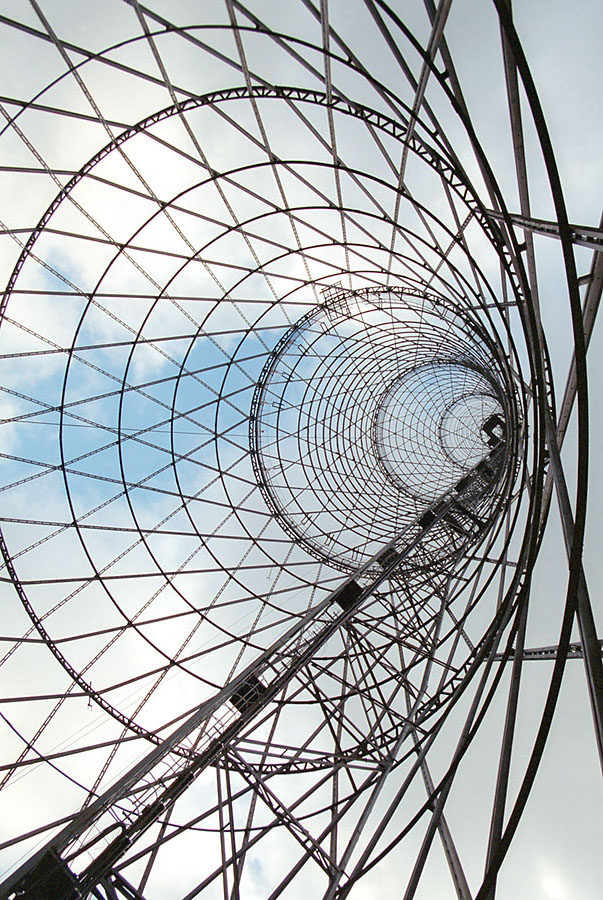
برج شوخوف، موسكو. من الأمثلة على القشريات الشعرية.

## وصلات خارجية
- المنشآت القشرية الخفيفة
- المنشآت القشرية الخفيفة المضاعفة
- قشريات خرسانية
- هياكل شعرية وشبكية
- ماضي ومستقبل المنشآت القشرية الشبكية
- الرابطة الدولية للمنشآت القشرية والفراغية
- منشآت قشرية ألمانية